# 红石暗沙
红石暗沙位于南沙群岛东部，莪兰暗沙东南约12海里，是一個小型環形暗礁，最淺水深為6.4米。1935年中华民国水陆地图审查委员会公布的名称为“加那的滩”，1947年中华民国内政部方域司公布的名称和1983年中华人民共和国中国地名委员会公布的标准名称均为“红石暗沙”。西方文献一般称为“Carnatic Shoal”。